# Etheostoma flavum
Etheostoma flavum är en fiskart som beskrevs av David Etnier och Bailey, 1989. Etheostoma flavum ingår i släktet Etheostoma och familjen abborrfiskar. Inga underarter finns listade i Catalogue of Life.